# Šta je to u tvojim venama
Šta je to u tvojim venama peti je studijski album Cece Ražnatović, tada Veličković. Izdala ga je Produkcija „Južni vetar” u lipnju 1993. godine.
U rujnu 1993. godine Lucky Sound ga ponovno izdaje pod nazivom Kukavica, potaknuti uspjehom istoimene pjesme izdane nakon albuma. U Bugarskoj je izdan pod nazivima Kukavica i Oprosti mi suze.
Produkcija „Južni vetar” novom ga nakladom izdaje pod izvornim nazivom te uvrštava hit »Kukavica«.
Dana 17. rujna Ceca iste godine održava svoj prvi solistički koncert, na beogradskom stadionu Tašmajdan.
Album je prodan u nakladi od 300 000 primjeraka.

## Popis pjesama
| Br. | Skladba                     | Trajanje |
| --- | --------------------------- | -------- |
| 1.  | »Šta je to u tvojim venama« | 3:23     |
| 2.  | »Popij me kao lek«          | 3:33     |
| 3.  | »Oprosti mi suze«           | 3:28     |
| 4.  | »Žarila sam žar«            | 3:15     |
| 5.  | »Ustani, budi se«           | 3:06     |
| 6.  | »Što si tako zaboravan«     | 3:53     |
| 7.  | »Zaboravi«                  | 4:19     |
| 8.  | »Mesec, nebo, zvezdice«     | 2:48     |
| 9.  | »Kukavica«                  | 3:48     |

## Izdanja
| Regija         | Datum        | Izdavač                  | Format(i)      |
| -------------- | ------------ | ------------------------ | -------------- |
| SR Jugoslavija | lipanj 1993. | Produkcija „Južni vetar” | kaseta, LP, CD |
| SR Jugoslavija | rujan 1993.  | Lucky Sound Zmex         | CD             |
| Bugarska       | 1993.        | Pelex                    | kaseta         |

## Informacije o albumu
- Producent: Aleksandar Radulović
- Izvršni producent: Bane Stojanović
- Snimljeno u studiju VI Radio Beograda
- Snimatelj: Radoslav Ercegovac
- Fotografije: Branislav Patrnogić
- Izgled: Gordan Škondrić
- Glavni i odgovorni urednik: Veljko Vladović